# Parque regional de la Cuenca Alta del Manzanares
El parque regional de la Cuenca Alta del Manzanares, creado en 1985, es el espacio natural protegido de mayor superficie de la Comunidad de Madrid (España) y uno de los de mayor valor ecológico y paisajístico. Está situado en el noroeste de la región y se extiende alrededor del curso alto del río Manzanares, a lo largo de 42 583 hectáreas. Sus principales municipios de referencia son Manzanares el Real y Hoyo de Manzanares. La Unesco lo declaró reserva de la biosfera en 1992.
Se asienta en la falda sur de la sierra de Guadarrama, con la excepción del Monte de El Pardo y su apéndice oriental, el Monte o Soto de Viñuelas, que se encuentran en la llanura detrítica, característica de la Submeseta Sur. Cuenta con numerosos ecosistemas, entre los que destacan pinares, encinares, enebrales, jarales, melojares y zonas húmedas.

## Marco legal

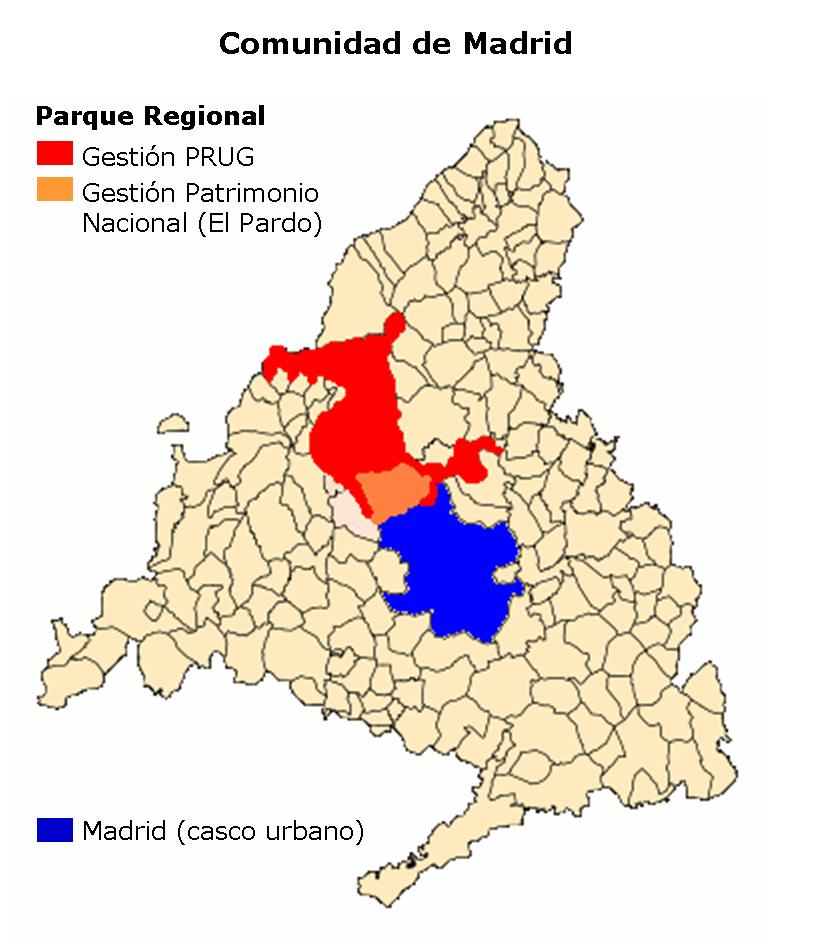
Antiguos límites del parque regional

El Parque Regional de la Cuenca Alta del Manzanares fue constituido en 1985 mediante Ley 1/1985, de 23 de enero, que ha sido objeto de sucesivas modificaciones posteriores. Las más destacadas corresponden a los años 1987 y 1991, cuando se promovieron sendas ampliaciones.
El parque cuenta con un Plan Rector de Uso y Gestión (PRUG), aprobado en 1987 y revisado en 1995, que regula los distintos parajes incluidos, excepción hecha del Monte de El Pardo, dependiente de Patrimonio Nacional. Este organismo, que administra los bienes que estuvieron en manos de la Corona Española, mantiene una gestión altamente proteccionista y restrictiva en torno a El Pardo e impide completamente su visita, más allá de ciertas zonas situadas en la parte meridional de la tapia que lo bordea.
El 15 de febrero de 1993, el parque regional de la Cuenca Alta del Manzanares recibió la declaración de reserva de la biosfera por parte de la Unesco y, más tarde, el Monte de Viñuelas, que se encuentra al este del parque, fue reconocido como Zona Especial de Protección para Aves (ZEPA). Además, los dos grandes embalses integrados dentro del parque, el de Santillana y el de El Pardo, se encuentran protegidos por la Ley 7/1990, de 28 de junio, de Protección de Embalses y Zonas Húmedas de la Comunidad de Madrid.

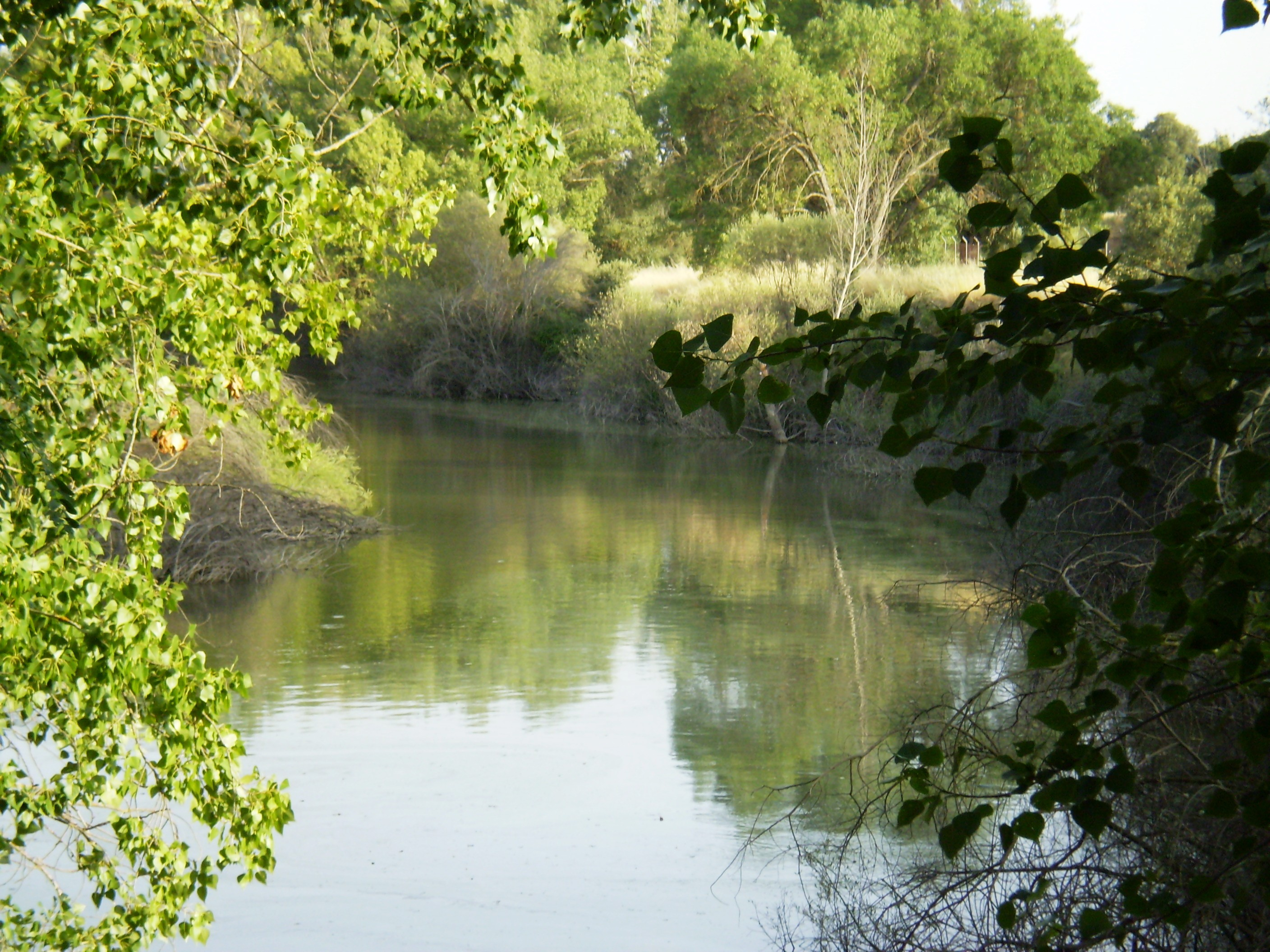
El parque se articula alrededor del curso alto del Manzanares. En la imagen, el río a su paso por el Monte de El Pardo.

La Pedriza contaba, desde 1930, con un nivel de protección especial, mediante la figura de Sitio Natural de Interés Nacional, que fue derogada en 1985 con la creación del actual parque. En 1979 se constituyó un parque natural alrededor del valle alto del río Manzanares, con una superficie de 4304 hectáreas —en la práctica, se trataba de una tímida ampliación en torno al espacio protegido de La Pedriza—, que puede considerarse como el antecedente más cercano del parque regional de la Cuenca Alta del Manzanares.
La propiedad del terreno correspondía en un 65 %, a particulares, un 22 % pertenece a la Comunidad de Madrid y un 7 % al Estado español. El 6 % restante estaba en manos de los distintos municipios integrados. Este espacio natural está hermanado con los parques nacionales de Sierra de La Culata y de Sierra Nevada, ambos en Venezuela, dentro de un Programa Internacional de colaboración e intercambio.
En 2013, tras la declaración del parque nacional de la Sierra de Guadarrama, los límites del parque regional de la Cuenca Alta del Manzanares quedaron afectados: las partes del parque natural de la Cumbre, el Circo y las Lagunas de Peñalara no absorbidas por el parque nacional pasaron a incorporarse al parque regional (una zona en el municipio de Rascafría), sin embargo el parque regional también experimentó pérdidas de superficie en favor del parque nacional, como la vertiente sur de la Cuerda Larga y el paraje de La Pedriza. A fecha de 2018 su extensión sería de 42 583 ha.

## Geografía urbana

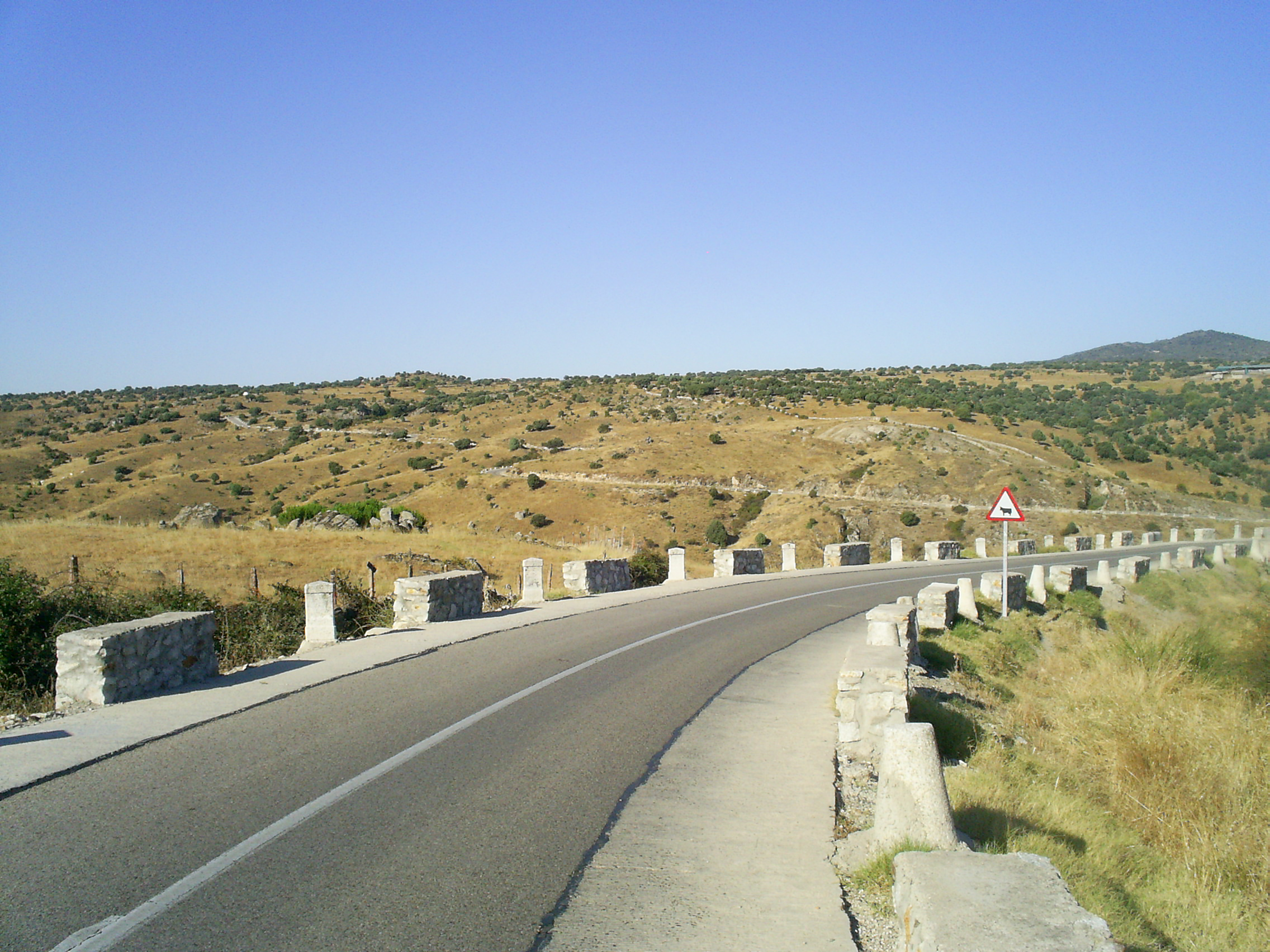
Zona este del parque, carretera M-618 hacia Hoyo de Manzanares junto a Colmenar Viejo

El parque regional de la Cuenca Alta del Manzanares tiene sus límite norte en La Pedriza. El Monte de El Pardo ocupa su parte meridional, prácticamente rodeando el casco urbano de Madrid, hasta el límite con la autovía M-40; y en las autopistas A-6, al oeste, y A-1, al este.
El paraje se asienta sobre dieciocho términos municipales, por los que discurre total o parcialmente. A continuación se relacionan alfabéticamente: Alcobendas, Becerril de la Sierra, Cercedilla, Collado Villalba , Colmenar Viejo, El Boalo, Galapagar, Hoyo de Manzanares, Las Rozas de Madrid, Madrid, Manzanares el Real, Miraflores de la Sierra, Moralzarzal, Navacerrada, San Sebastián de los Reyes, Soto del Real, Torrelodones y Tres Cantos.
De ellos, solo tres —Hoyo de Manzanares, Manzanares el Real y Tres Cantos (salvo las urbanizaciones Soto de Viñuelas y Nuevo Tres Cantos)— tienen integrados sus núcleos poblacionales totalmente. Otras áreas urbanas también se encuentran incluidas plenamente dentro del parque, caso de la urbanización Los Peñascales (Torrelodones) y de Las Matas, pedanía de Las Rozas de Madrid.
La presión urbanística y demográfica constituye su principal amenaza, dada su cercanía con el área metropolitana de Madrid. Además, está atravesado por varias carreteras de importancia. La más relevante es la M-607, que lo surca, mediante autovía, desde el barrio madrileño de Fuencarral hasta Colmenar Viejo y, mediante una vía de una única calzada, desde Colmenar Viejo hasta Cerceda (El Boalo).
Otra carretera de fuerte tránsito es la M-608, entre esta última localidad y Soto del Real, que cruza el parque transversalmente pasando por Manzanares el Real y bordeando el extremo septentrional del embalse de Santillana. De menor importancia es la carretera M-618, que va desde Torrelodones hasta Colmenar Viejo, a través de Hoyo de Manzanares, en las estribaciones de la sierra del Hoyo.
A pesar de todo ello, el parque aún conserva parajes prácticamente inalterados por la acción del hombre.

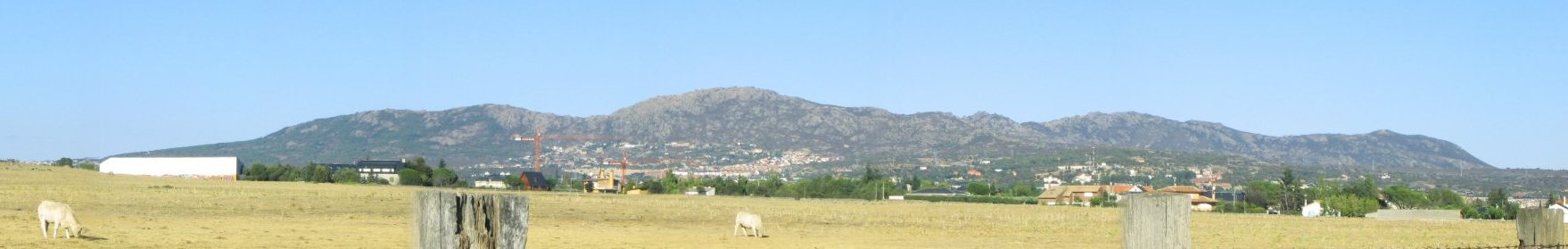
Vista panorámica de la sierra del Hoyo de Manzanares, que ocupa la parte central del parque regional.

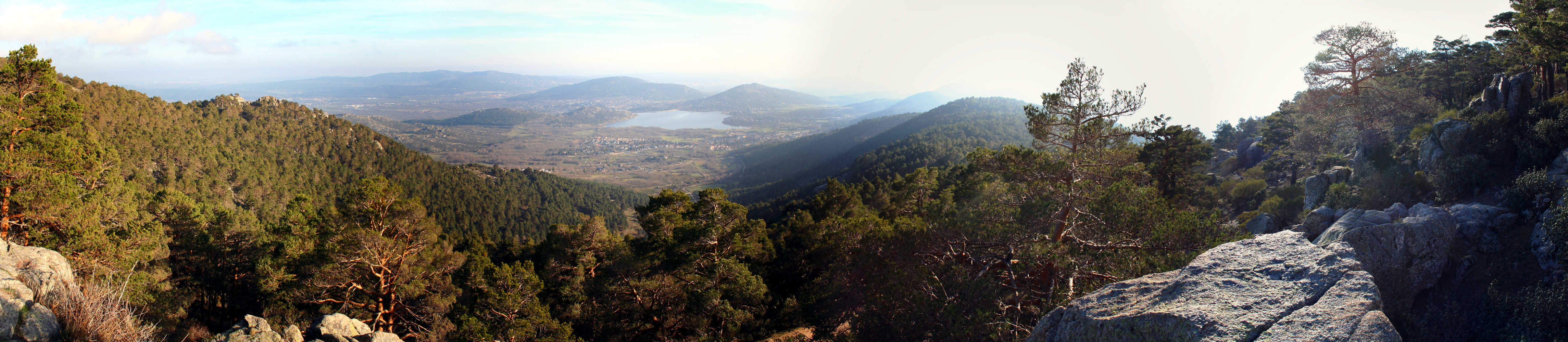
Vista panorámica del valle de la Barranca.

## Geografía física

### Geología e hidrografía
El parque regional de la Cuenca Alta del Manzanares recorre tres unidades principales, desde el punto de vista geomorfológico. Su parte septentrional, que discurre por las elevaciones guadarrameñas, algunas de ellas de más de 2000 m de altitud, está compuesta fundamentalmente por rocas graníticas y gneises. 

En esta zona se encuentra la cabecera del río Manzanares, que configura una especie de cuenco, delimitado por el pico de La Maliciosa (2227 m), el Alto de Guarramillas o Bola del Mundo (2265 m) y las Cabezas de Hierro (2383 m), crestería conocida como la Cuerda Larga.

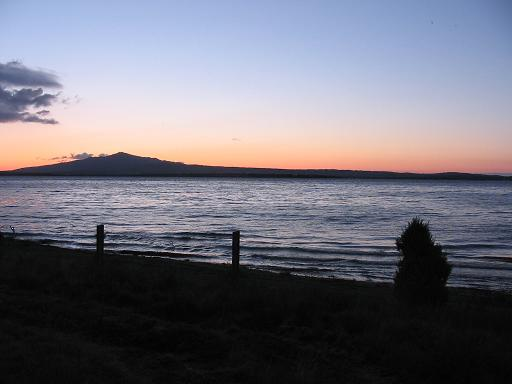
El embalse de Santillana se encuentra protegido por la Ley de Protección de Embalses y Zonas Húmedas de la Comunidad de Madrid.

El Manzanares se comporta como un río de montaña y se abre camino entre berrocales y rocas de forma singular. Los más relevantes se sitúan en La Pedriza, el conjunto granítico más grande de Europa. Este paraje tiene una superficie aproximada de 3200 hectáreas, con una altitud máxima de 2029 m, en las Torres de La Pedriza, y mínima de 890 m, a los pies del embalse de Santillana. Aquí el Manzanares recibe al río Samburiel, uno de sus principales afluentes, que previamente ha sido retenido en el embalse de Navacerrada.

La parte central del parque está ocupada por la sierra del Hoyo de Manzanares o sierra del Hoyo —la segunda unidad definida—, que separa los valles de los ríos Manzanares y Guadarrama. Se trata de un monte-isla, perteneciente a la sierra guadarrameña, integrado por montañas suaves, con una abundante presencia de bolos graníticos. Su altura máxima, de 1404 m, se sitúa en el pico de El Estepar.

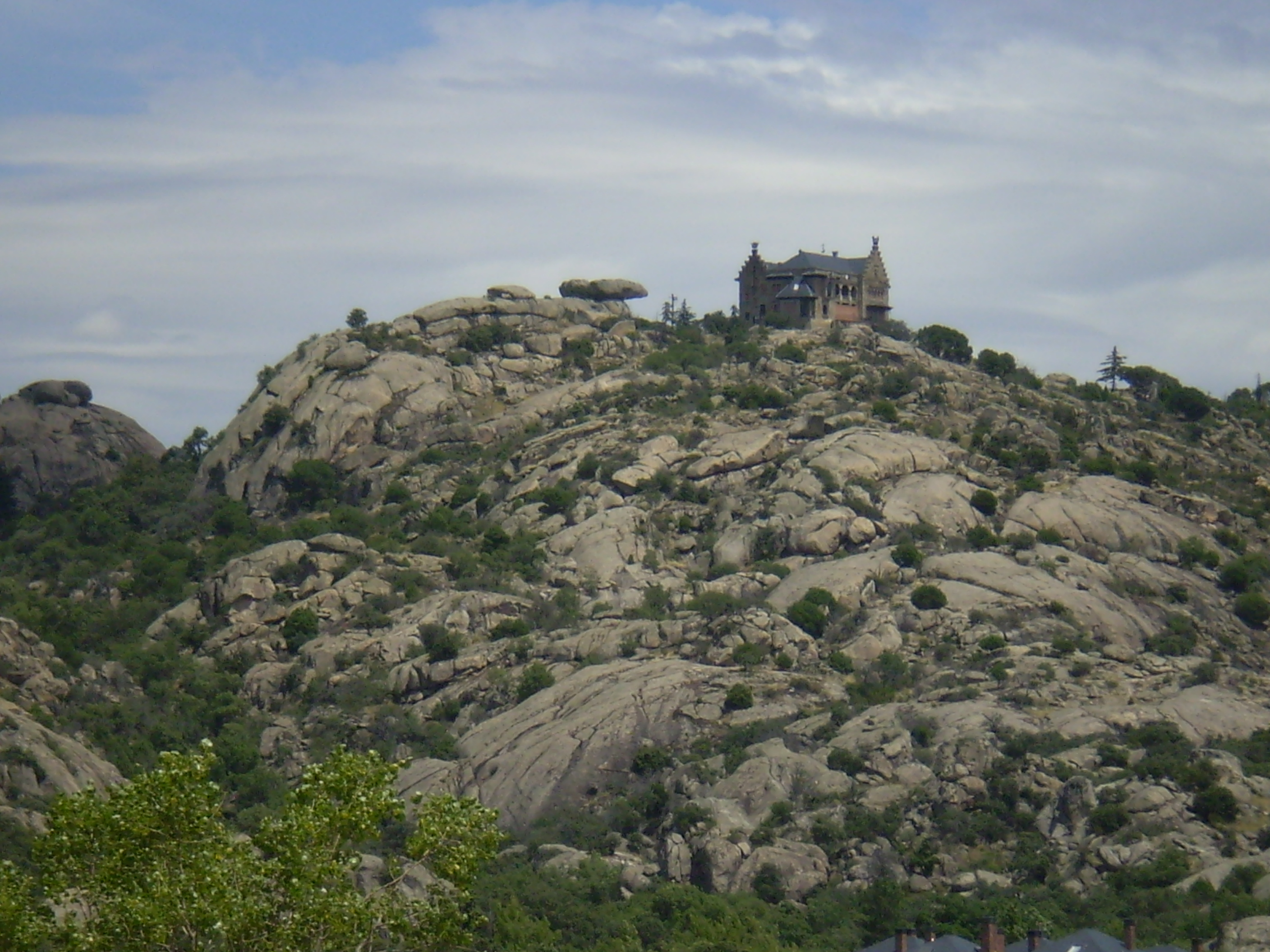
Canchales graníticos en la finca del Canto del Pico, en Torrelodones, en las estribaciones de la sierra del Hoyo.

Al sur de esta sierra, el terreno desciende hasta el Monte de El Pardo, la tercera unidad geomorfológica por la que discurre el parque, que tiene una extensión aproximada de 16 000 hectáreas. Los materiales graníticos dejan paso a elementos detríticos y arenosos, fruto de la erosión de las sierras de Guadarrama y del Hoyo, que conforman un paisaje ondulado de suaves lomas, con una altitud media de 600 m. El Monte de El Pardo se asienta sobre un suelo inmaduro, fácilmente erosionable. Similares características presenta el Monte de Viñuelas, apéndice oriental de El Pardo.
En la parte meridional del parque, el río Manzanares ha ampliado notablemente su valle y recoge por la derecha a los arroyos de Manina y de Trofas, que provienen de la sierra del Hoyo. Además, es retenido en el embalse de El Pardo, de gran interés ecológico.
El arroyo de Viñuelas, que surca el monte del mismo nombre, es otra corriente destacada del parque regional de la Cuenca Alta del Manzanares, si bien pertenece a la cuenca del río Jarama, al que tributa.

### Flora

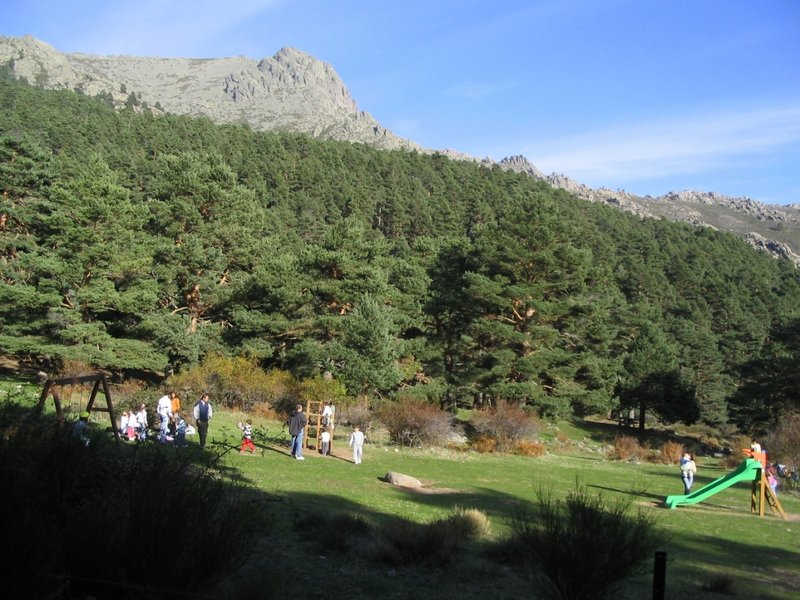
Pinar de montaña (pino silvestre), en una zona recreativa del valle de la Barranca, en el término de Navacerrada.

La gran extensión del parque regional de la Cuenca Alta del Manzanares y, sobre todo, su acusada diferencia altitudinal favorecen la presencia de ecosistemas representativos de cuatro de los cinco pisos bioclimáticos de la región mediterránea de la península ibérica, desde el crioromediterráneo hasta el mesomediterráneo.

Por la amplitud de su superficie, sobresale el encinar carpetano. Además, son destacables los quejigales, las fresnedas, los pinares de montaña (tanto de pino silvestre como de pino resinero), los roquedos, los piornales, los pastizales supra-arbóreos y los rebollares, así como los sotos, articulados —estos últimos— alrededor del Manzanares y sus afluentes, con especial mención a los dos embalses principales de este río, el de Santillana y el de El Pardo.

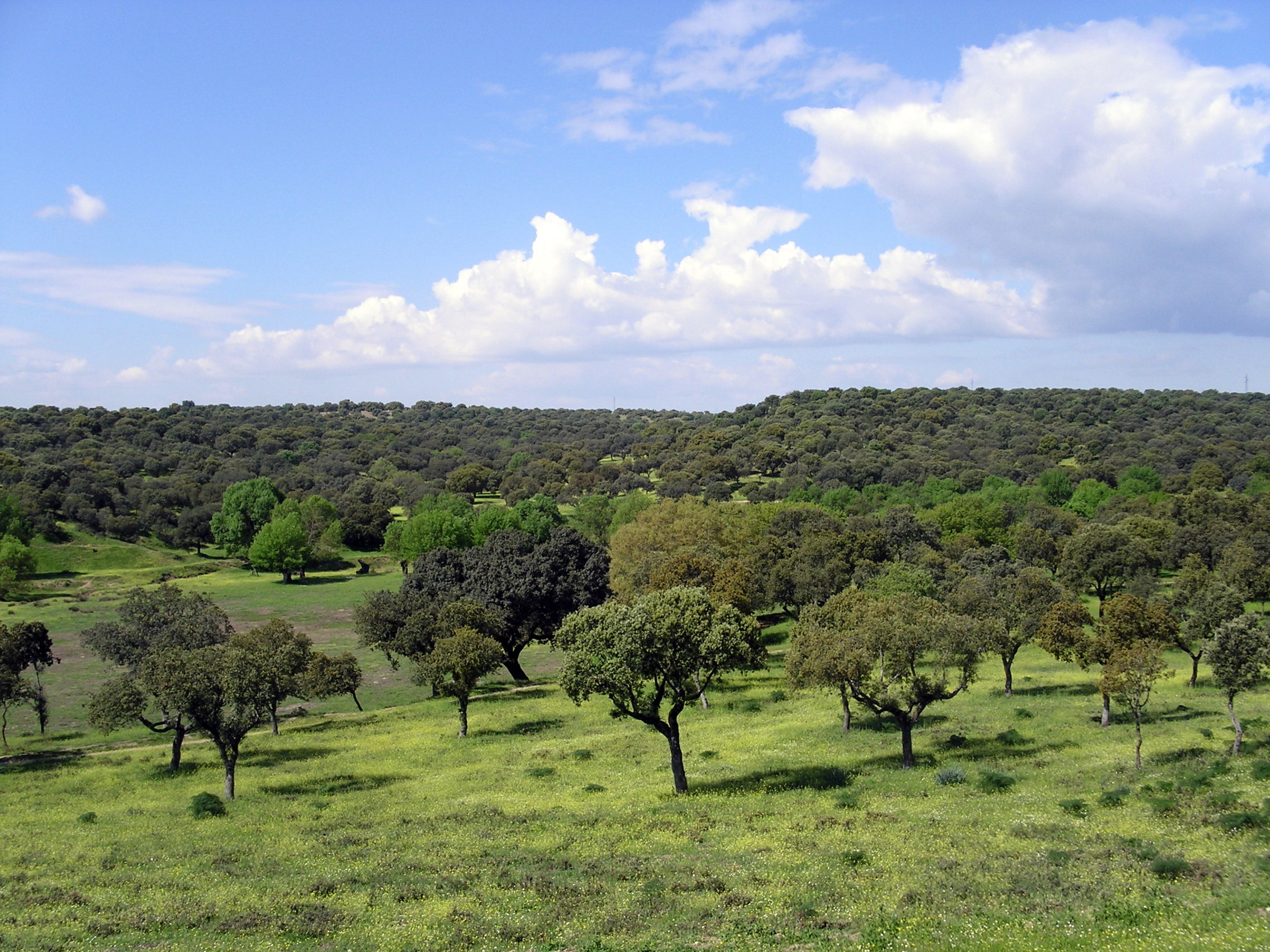
Encinar adehesado del Monte de Viñuelas, en el término de Madrid.

También abundan arbustos y matorrales característicos de la vegetación mediterránea, como la jara pringosa, el romero, el tomillo y el cantueso.
A mediados del siglo XX, el territorio que hoy ocupa el parque regional de la Cuenca Alta del Manzanares fue objeto de diversas repoblaciones forestales, principalmente de coníferas, como el pino negral, el ciprés, el cedro y la arizónica, además de pino piñonero (en los fondos de los valles) y de pino silvestre y pino laricio (en las laderas).
Este espacio natural cuenta con zonas de una gran singularidad botánica. Sus bosques más representativos son el abedular de La Pedriza, el alcornocal de la sierra del Hoyo, el enebral de Hoyo de Manzanares y el sabinar de Becerril de la Sierra, además de los montes de El Pardo y de Viñuelas, considerados como los encinares adehesados mejor conservados de Europa.

### Fauna

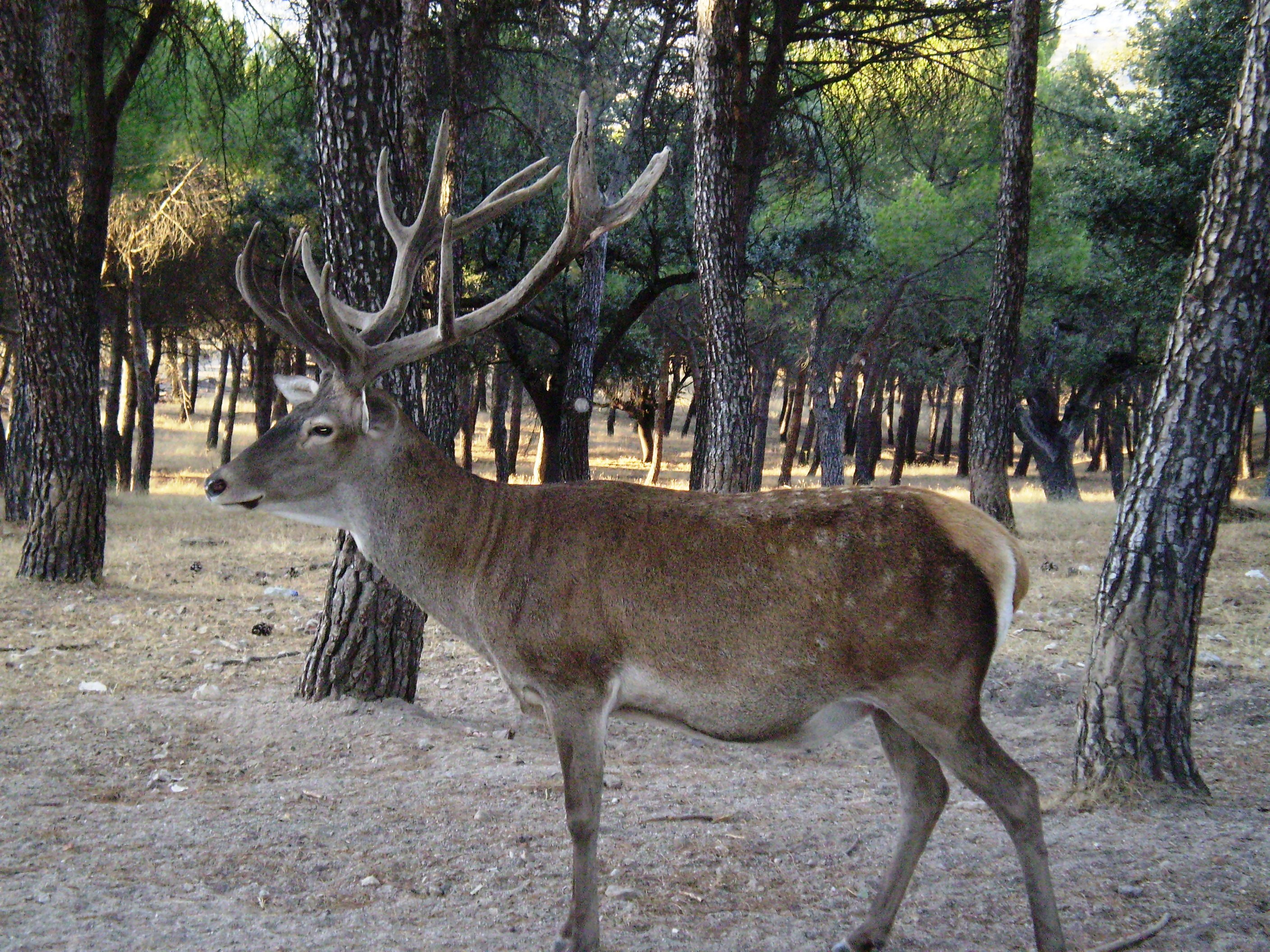
Ciervo en el Monte de El Pardo.

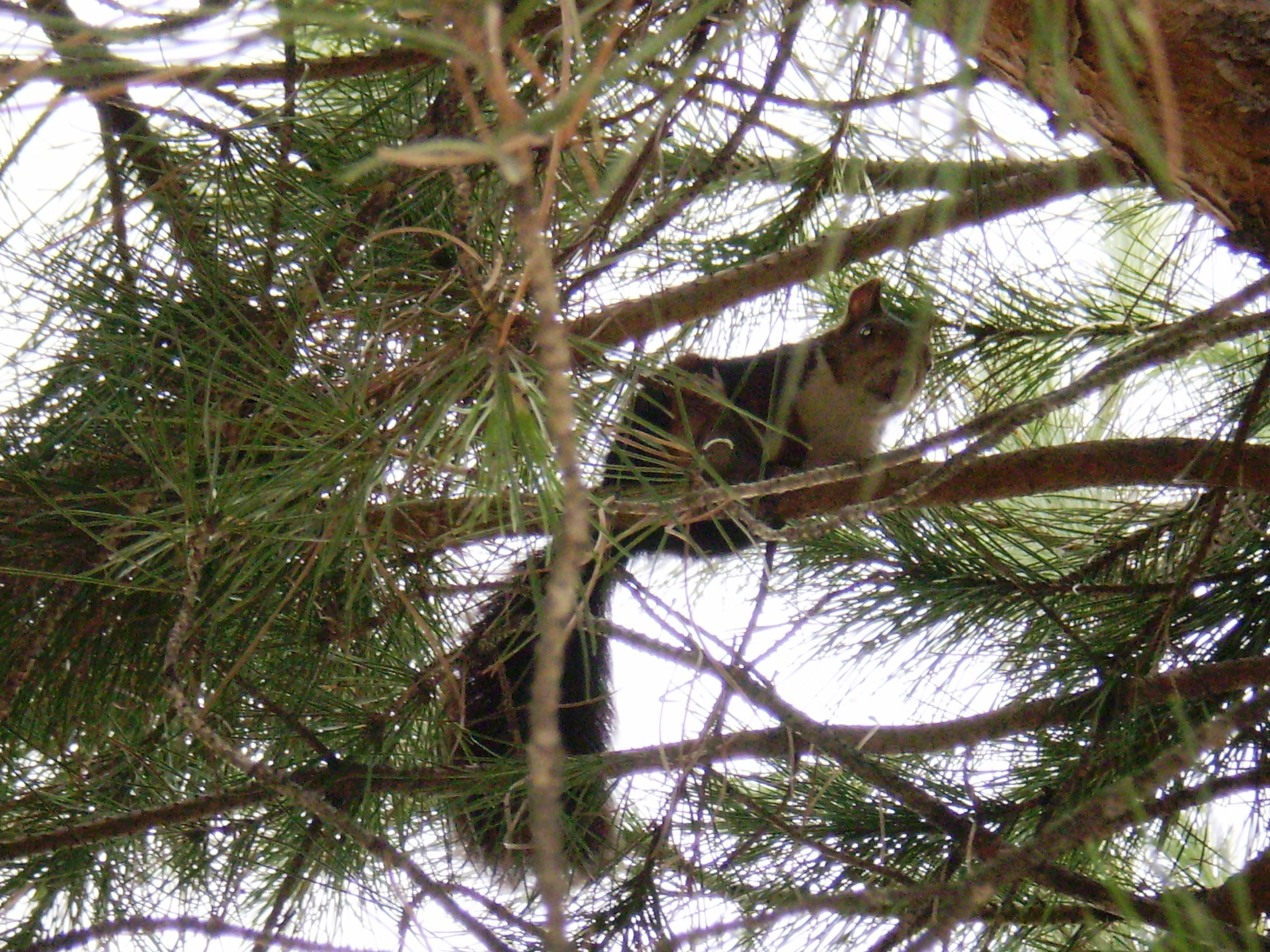
Ardilla en un pinar de la sierra del Hoyo.

En lo que respecta a la fauna, se han clasificado alrededor de 300 especies de vertebrados, algunas de las cuales en peligro de extinción, que se unen a un número, aún sin cuantificar, de invertebrados.
- Mamíferos. Entre los mamíferos, existen interesantes poblaciones de ardilla, comadreja, conejo, ciervo, corzo, gamo, gato montés, garduña, jineta, jabalí, liebre, lirón careto, tejón y zorro, así como de cabra montés, que aparece superpoblada en La Pedriza, tras haber sido reintroducida con notable éxito. La superpoblación de mamíferos es también una característica del Monte de El Pardo, en este caso de especies cinegéticas. Periódicamente se realizan matanzas de animales en este paraje, con objeto de garantizar el equilibrio ecológico.

- Aves. En el capítulo de la fauna avícola, merece una mención especial el águila imperial ibérica, una de las aves más amenazadas del mundo. Se estima que en el Monte de El Pardo y en su apéndice, el Monte de Viñuelas, habitan ocho parejas reproductoras, en lo que constituye el segundo hábitat más importante de la Comunidad de Madrid, después de la ZEPA de los Encinares de los ríos Cofio y Alberche, en el suroeste de la región.[9] La lista de rapaces del parque regional se completa con el águila real, el águila calzada, el águila culebrera, el águila pescadora, el búho real, el búho chico, el cárabo, el cernícalo, el elanio, la lechuza, el milano real, el milano negro, el mochuelo y el ratonero. El área también reúne una importante fauna de aves acuáticas. En los embalses de Santillana y de El Pardo, habitan especies como la cigüeña negra, el cormorán grande, la grulla común, la gaviota reidora y diferentes anátidas. A lo largo del curso del río Manzanares, principalmente en su cabecera, se reúnen fochas, garzas reales, porrones, somormujos y zampullines. Otras especies avícolas del parque son, entre otras, el abejaruco, la abubilla, la codorniz, el cuco, la paloma torcaz, el martín pescador, la perdiz, el petirrojo y el picapinos, además de aves de rapiña, como el buitre negro y el buitre leonado.

- Reptiles y anfibios. El parque reúne el 56,5 % de los anfibios que habitan en la península ibérica y el 59,5 % de los reptiles. Además, presenta un elevado número de endemismos, con un total de doce especies de herpetos. Entre los lugares más valiosos para la preservación de la herpetofauna, sobresale la Cuerda Larga, que constituye una zona de conservación de primer orden para la lagartija serrana, que tiene una distribución muy restringida en el territorio peninsular. Además, el galápago europeo, seriamente amenazado en la Comunidad de Madrid, tiene en el embalse de Santillana uno de sus principales refugios regionales.

- Peces. El río Manzanares y, principalmente, los embalses construidos sobre su curso albergan poblaciones de barbo, carpa, lucio y trucha.

## Zonas del parque

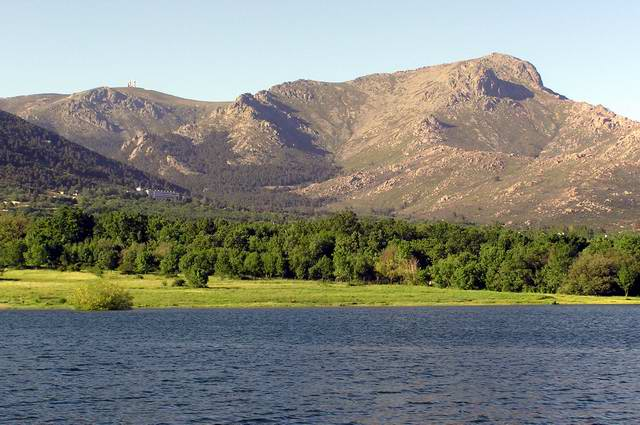
El valle de la Barranca, uno de los lugares más famosos del parque regional, también está catalogado como Zona A1.

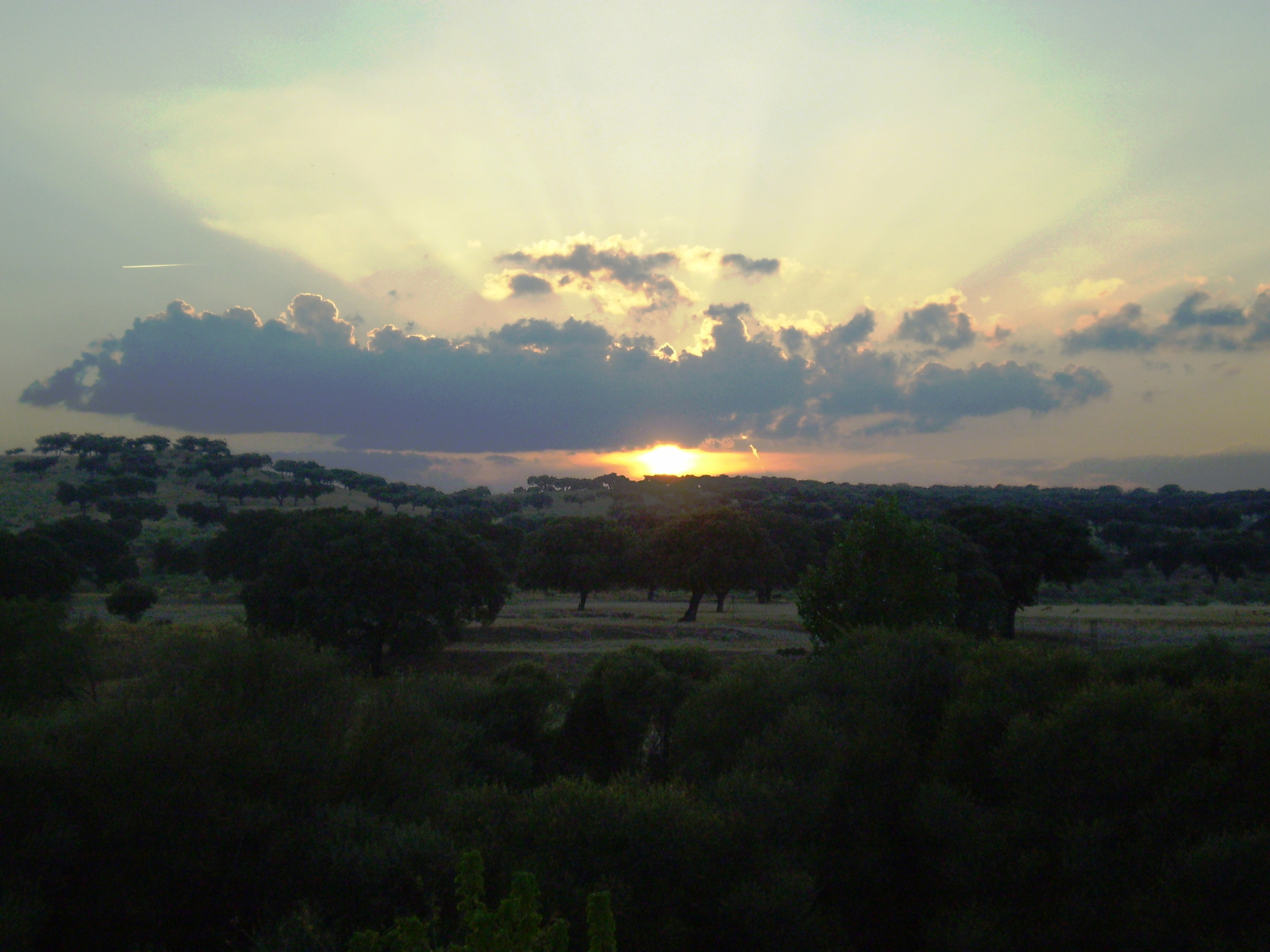
El Monte de El Pardo queda al margen de las zonas de protección que establece el parque, al depender de Patrimonio Nacional.

El 44 % de la superficie del parque regional de la Cuenca Alta del Manzanares estaba catalogado como Zona B, figura legal que permite la utilización agropecuaria del terreno. Un 45 % estaba considerado como Zona A o Reserva Natural, categoría que limita el uso de los distintos enclaves a actividades forestales y recreativas. Aquí se engloban las Zonas A1, Reservas Naturales Integrales (el nivel de máxima protección), y las Zonas A2, Reservas Naturales Educativas. En los parajes próximos a las áreas urbanas existe otra figura, las Zonas P, donde está permitida la construcción, dentro de ciertos límites. De esta zonificación queda al margen el Monte de El Pardo, ya que su gestión corresponde a Patrimonio Nacional.
Las Zonas A1 (Reservas Naturales Integrales), que se relacionan a continuación en términos genéricos:
- Algunas zonas en la parte sur de la La Pedriza.
- El valle de la Barranca. Este valle, perteneciente al término de Navacerrada, discurre en torno al río Samburiel, a las faldas de la Bola del Mundo y de La Maliciosa.[10] Su vegetación está formada, principalmente, por pinares de pino silvestre.
- Las áreas al norte de la tapia de El Pardo. Se articulan alrededor de los cursos de algunos afluentes del río Manzanares, principalmente los arroyos de Manina y Trofas, del que se nutren numerosas especies animales. Están integradas fundamentalmente por encinares y jarales.
- Finca del Coto de la Pesadilla y Dehesa Boyal de San Sebastián de los Reyes. Se trata de un encinar adehesado, situado en el término municipal de San Sebastián de los Reyes, perteneciente a la cuenca del río Jarama. Su inclusión dentro del parque regional de la Cuenca Alta del Manzanares y su catalogación como Zona A1 responde a su proximidad con el eje forestal Monte de El Pardo-Monte de Viñuelas, a modo de extensión oriental. En esta finca habita una pareja de águilas imperiales, especie en peligro de extinción.

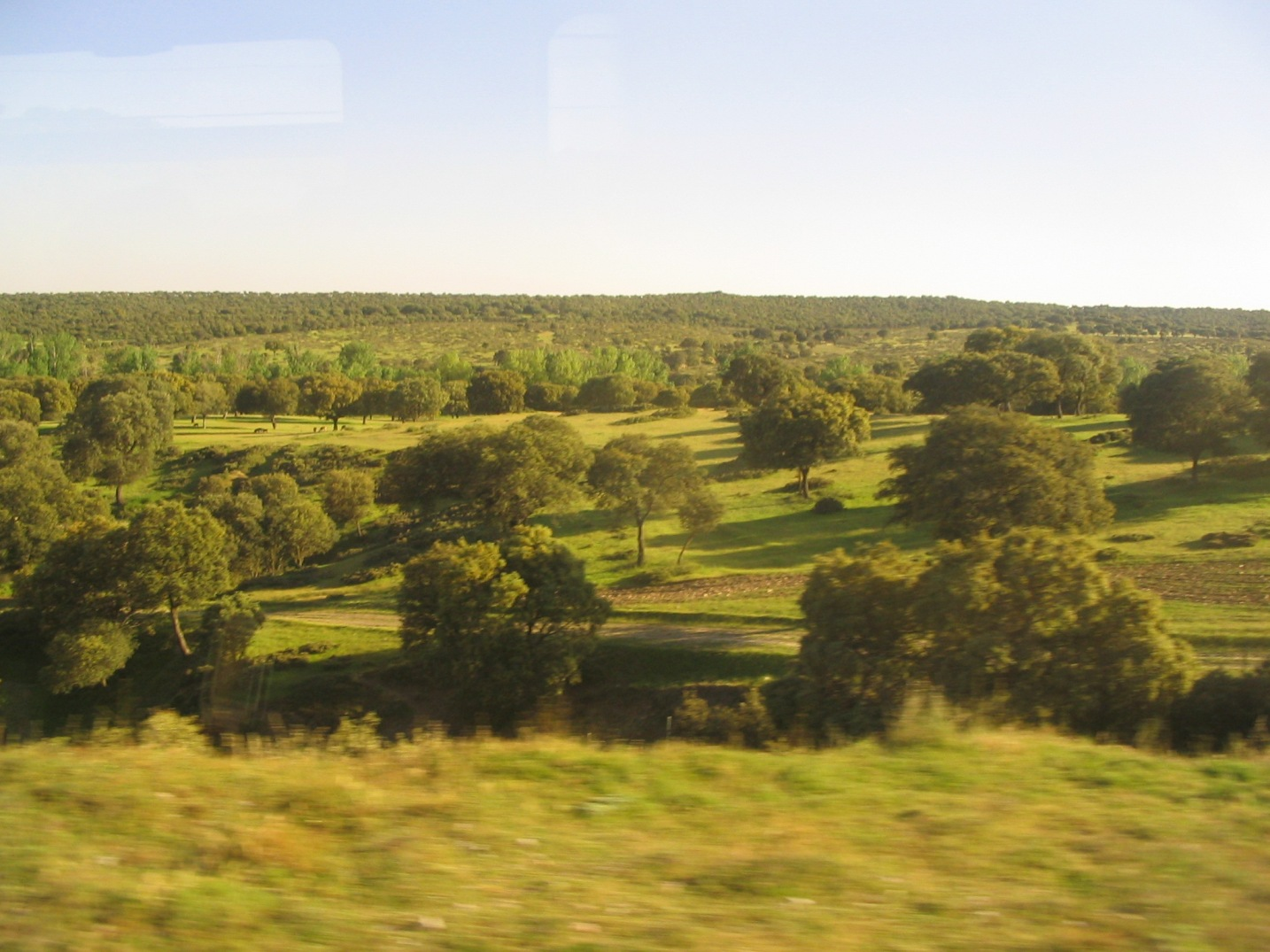
El Monte de El Pardo se sitúa al sur del parque.

Con respecto a las Zonas A2 (Reservas Naturales Educativas), estas pueden agruparse en tres grandes áreas:
- Diversas zonas al sur de la Cuerda Larga y en torno al valle de la Fuenfría
- Laderas meridionales y orientales de la sierra del Hoyo de Manzanares. Las Zonas A2 aquí incluidas cumplen una importante función como corredor biológico, que conecta la sierra de Guadarrama con el Monte de El Pardo, a través de la sierra del Hoyo de Manzanares, hasta el límite con el casco urbano de Madrid. Integran ecosistemas de encinar denso y adehesado, monte bajo y praderías, representativos del bosque mediterráneo.
- Área oriental del término municipal de Las Rozas en contacto con el Monte de El Pardo. Este paraje, integrado principalmente por monte bajo, con especial abundancia de retamares, ha sido catalogado como Zona A2 en un intento de preservar las áreas colindantes con el Monte de El Pardo de la presión urbanística. La finca de El Águila, en la pedanía rocense de Las Matas, es uno de sus lugares más destacados.

Además de las Zonas A, el parque regional de la Cuenca Alta del Manzanares cuenta con 73 humedales, entre los que sobresale el embalse de Santillana. Se trata de un importante enclave para la invernada de anátidas, fochas y otras aves acuáticas.

## Patrimonio artístico

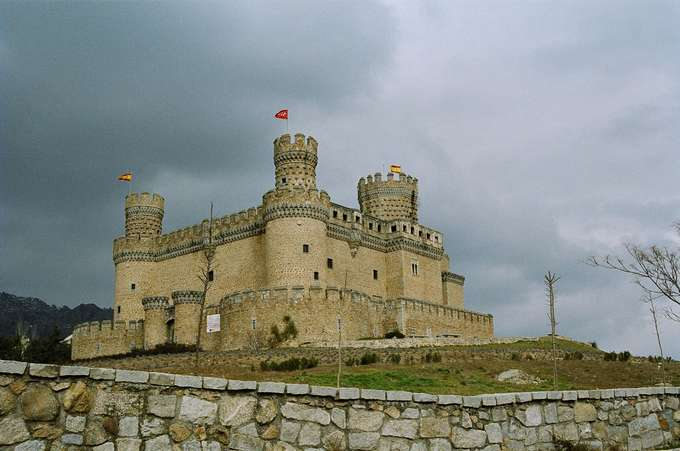
Castillo de los Mendoza en Manzanares el Real.

Buena parte del territorio que ocupa el parque regional de la Cuenca Alta del Manzanares estuvo, durante la Baja Edad Media y el Renacimiento, en manos del poderoso señorío del Real de Manzanares, perteneciente a la Casa de Mendoza. Fruto de esta vinculación histórica es el Castillo de los Mendoza, situado a los pies del embalse de Santillana, en el término de Manzanares el Real. Se trata de uno de los castillos mejor conservados de la Comunidad de Madrid. Sus obras dieron comienzo en 1475.
El Monte de El Pardo, por su parte, alberga importantes monumentos, que fueron mandados construir por distintos monarcas, para hacerles más confortable su estancia en este coto, uno de sus cazaderos preferidos. Sobresale el Palacio Real de El Pardo, que se asienta sobre un antiguo pabellón de caza, erigido en 1405 a instancias de Enrique III. El edificio actual se inició en tiempos de Carlos I y ha ido incorporando sucesivas transformaciones a lo largo de los siglos.
En el Monte de Viñuelas se encuentra el castillo del mismo nombre, cuyas primeras referencias se fechan en el año 1285, si bien la construcción actual corresponde al siglo XVIII. Presenta una planta cuadrada, rematada, en sus cuatro esquinas, por sendas torres cilíndricas almenadas.
En Torrelodones, municipio localizado en el límite occidental del parque, a los pies de la sierra del Hoyo, se ubica el palacio del Canto del Pico, que presenta ciertos aires modernistas. Concebido como casa-museo, el edificio integra en su estructura elementos arquitectónicos procedentes de diferentes monumentos españoles. Se construyó en 1920 y por él han desfilado personalidades como Antonio Maura, Indalecio Prieto, el general Miaja y Francisco Franco. Fue declarado Monumento Histórico-Artístico en 1930.